# Реммаш
Реммаш — посёлок в Московской области России. Входит в Сергиево-Посадский городской округ. Расположен на реке Кунье бассейна Волги.

## Население
| 1979 | 2002  | 2006  | 2010  | 2021  |
| ---- | ----- | ----- | ----- | ----- |
| 5315 | ↗7623 | ↘7606 | ↘7317 | ↘5941 |

## История
Посёлок был основан в 1957 году при институте НИИХСМ, связанном с ракетной техникой. Каждый год вводилось в эксплуатацию по одному дому. В середине 70-х годов построена современная поликлиника.
В начале 2000-х годов на территории поселка развернулось строительство Сергиево-Посадского стекольного завода; запущено в эксплуатацию предприятие было в 2004 году.
В 2006—2019 годах являлся центром сельского поселения Реммаш Сергиево-Посадского муниципального района.

## Экономика
Промышленность в посёлке представлена «Научно испытательный центр ракетно-космической промышленности» (ФКП НИЦ РКП, ранее ФГУП «НИИХСМ») и Сергиево-Посадским стекольным заводом (СПСЗ; производственная мощность — 850 млн штук белой стеклянной тары в год), оборудован тремя стекловаренными печами. 
На территории поселка работает таможенный склад, склад временного хранения и коммерческий склад ООО "Интэрлайн", выполняющего таможенное оформление и маркировку товаров. 
Имеется железнодорожное ответвление грузового движения от станции Наугольный на ФКП НИЦ РКП и на стекольный завод. 
На востоке посёлок и СПСЗ разделяет Новоугличское шоссе.

## Инфраструктура
Имеется пункт скорой медицинской помощи. Построен ДК «Горизонт». Есть спортивный комплекс «Орбита», футбольное поле и хоккейный каток.